# Сутгофи
Су́тгофи (эст. Sutthoffi) — район города Нарвы, Эстония.

## География
Район Сутгофи расположен в северной части Нарвы, в 2—3 км от её центра. На севере граничит с районом Сийвертси, на западе — с районом Пяхклимяэ, на юге — с районом Ваналинн. Его восточная граница проходит по берегу реки Нарвы. По району пролегает улица Вяйке-Раквере (бывшая улица Алексея Юханова), на юге его границей является улица Раквере, на западе улица Александра Пушкина.

## История
Район получил своё название по вилле Сутгофи, названной фамилией её владельцев; официально оно было утверждено в 2003 году решением Нарвской горуправы. Район застроен малоэтажными жилыми домами.

## Важнейшие объекты
На территории района находятся:
- Нарвская школа Паю (основная школа, язык обучения до 2024 года — русский)[4];
- часть кладбища Сийвертси;
- Немецкое военное кладбище;
- парк Сутгофи.

### Немецкое военное кладбище
На кладбище, расположенном в парке Сутгофи на берегу реки Нарвы, похоронены до 14 000 солдат, сражавшихся в составе вермахта во Второй мировой войне. Кладбище было основано вермахтом в 1943 году, после войны снесено советскими властями. Кладбище было вновь открыто в 1999 году, но в отличие от многих других немецких военных кладбищ в Эстонии, это кладбище является действующим: там происходит захоронение останков немецких солдат, которые находят на территории Эстонии.
Восстановление кладбища велось на средства, выделенные Германией в рамках заключённого в 1995 году соглашения о сотрудничестве. На территории Эстонии захоронено 35 000 солдат и офицеров вермахта, погибших во Вторую мировую войну. По состоянию на июнь 2009 года в Эстонии было восстановлено 15 немецких военных кладбищ.
- Вилла Сутгофи (дом "Пельголин"), 1872 год
- Улица Вяйке-Раквере в районе Сутгофи
- Улица Вяйке-Раквере
- Нарвская школа Паю
- Немецкое военное кладбище в парке Сутгофи